# Manolo Jiménez Soria
Manuel Jiménez Soria, detto Manolo (Andorra la Vella, 12 agosto 1976), è un ex calciatore andorrano, di ruolo centrocampista.

## Palmarès

### Club

#### Competizioni nazionali
- Primera Divisió: 2

FC Santa Coloma: 2009-2010, 2010-2011, 2013-2014
- Copa Constitució: 2

FC Santa Coloma: 2008-2009, 2011-2012
- Supercoppa d'Andorra: 1

FCSanta Coloma: 2008